# Roderveld (Overijssel)
Het Roderveld is een natuurgebied in de Nederlandse provincie Overijssel. Het is gelegen nabij Volthe tussen Rossum en Denekamp, bij havezate het Everlo in Twente. Het gebied van 87 hectare bestaat uit gemengd bos, heide en enkele vennetjes.
Dwars door het gebied loopt een spoordijk van de voormalige stoomtramlijn Oldenzaal - Denekamp. Ter herinnering aan deze historische verbinding van Oldenzaal met Denekamp staat bij de kruising met de Palthendijk een gerenoveerd wachthuisje met een stukje van de oude rails. Nabij de spoordijk bevindt zich een kleiput waarin fossiele haaientanden zijn gevonden. In het bedrijfsgebouw van de voormalige kleigroeve is nu een pottenbakkerij gevestigd.
Het Roderveld wordt beheerd door vereniging Natuurmonumenten. Het waterschap Regge en Dinkel voert het beheer over de beken en is in 2007 en 2008 bezig met kleinschalige maatregelen om de verdroging van het natuurterrein tegen te gaan.
Nabij de bospoel en in overige delen van het terrein komen verschillende zeldzame planten voor zoals witte klaverzuring, heksenkruid, varens, moeraswolfsklauw, zonnedauw en dieren zoals boomkikker en heikikker het vuurgoudhaantje, de tjiftjaf en de fitis.
Er zijn twee gemarkeerde wandelroutes beginnend bij het Everlo. Er is in de buurt een kleine natuurcamping.

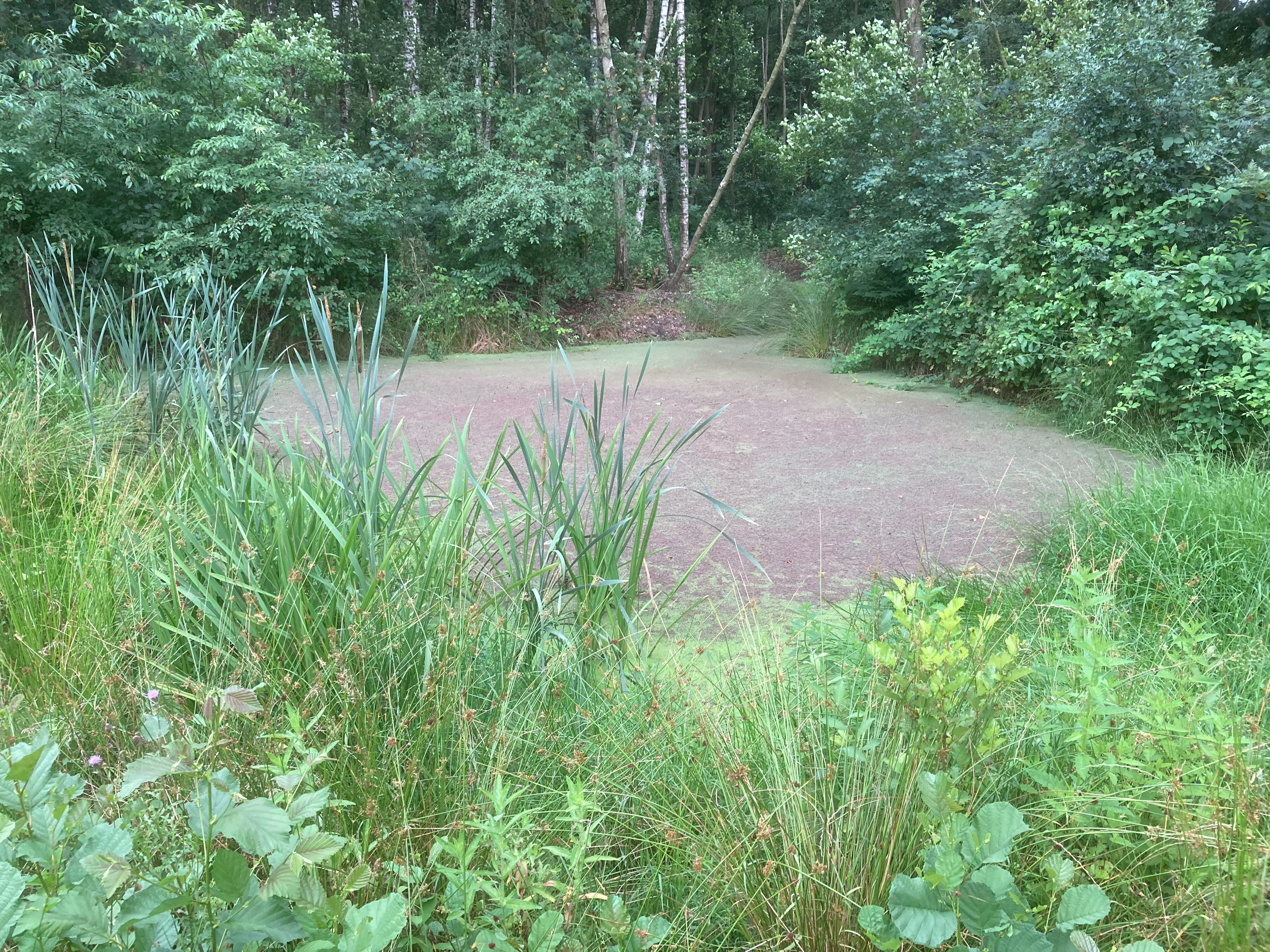
Omgeving Roderveld
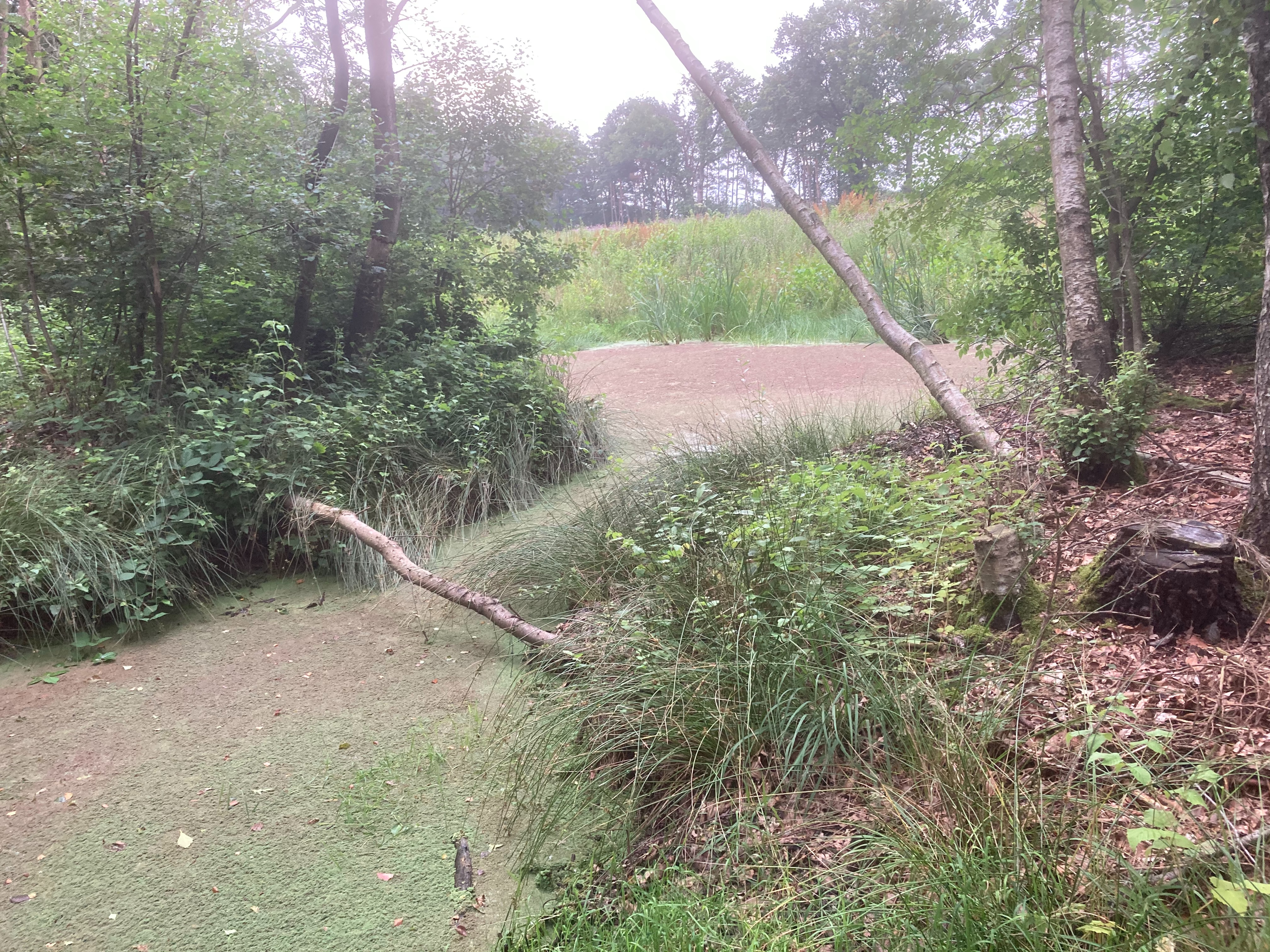
Omgeving Roderveld
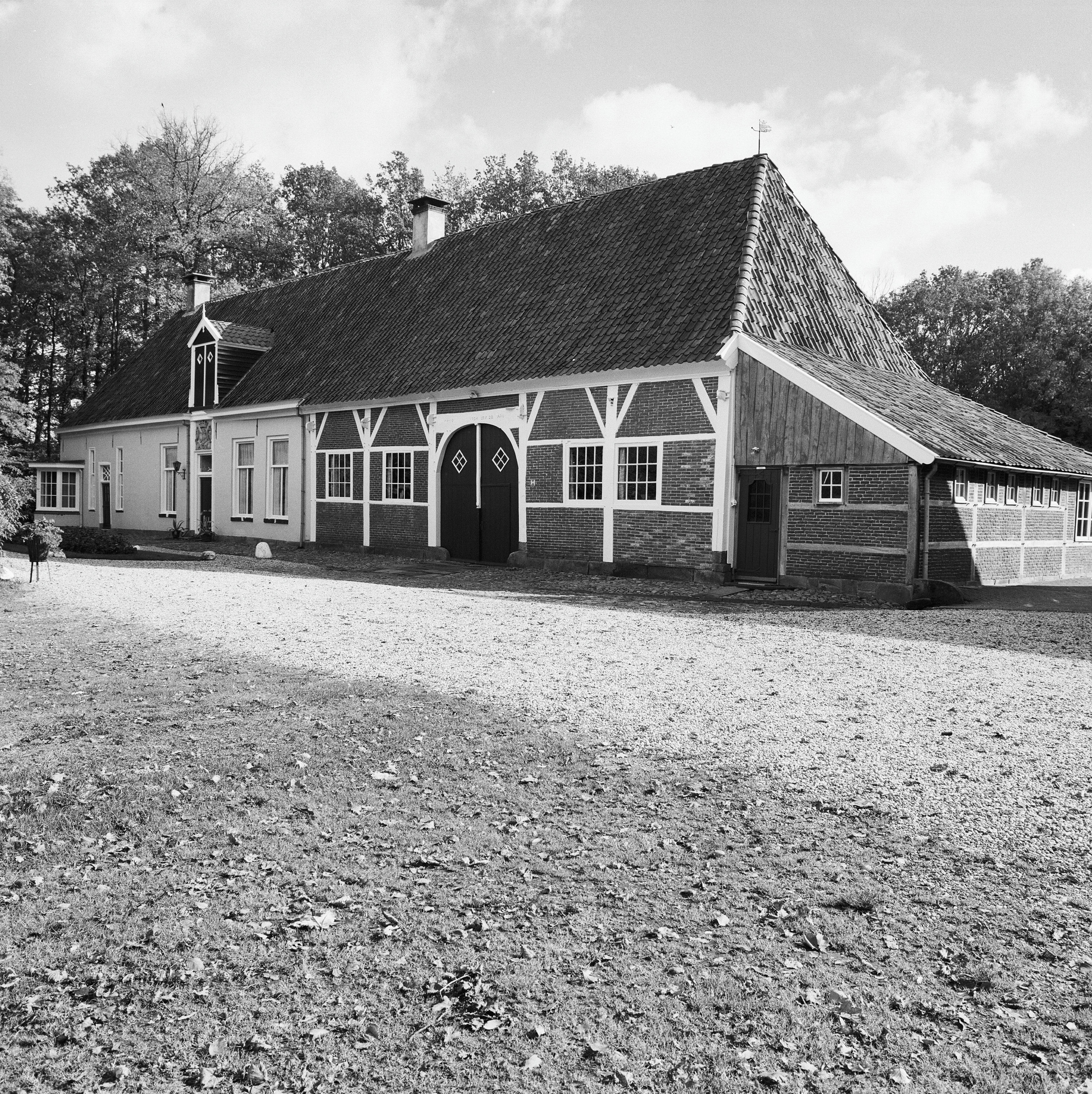
Achter het Everlo begint de Palthendijk